# Leichtathletik-Weltmeisterschaften der Behinderten 2006/Teilnehmer (Deutschland)
| stlisierte Goldmedaille | stlisierte Silbermedaille | stlisierte Bronzemedaille |
| ----------------------- | ------------------------- | ------------------------- |
| 8                       | 11                        | 13                        |

Vom Deutschen Behindertensportverband (DBS), dem Nationalen Paralympischen Komitee (NPC) für Deutschland, wurden 40 Athleten und Athletinnen (18 Frauen und 22 Männer) für die Leichtathletik-Weltmeisterschaften der Behinderten 2006 entsandt.

## Ergebnisse

### Frauen
| Athletinnen             | Wettbewerb              | Vorlauf / Vorkampf | Vorlauf / Vorkampf | Halbfinale         | Halbfinale | Finale             | Finale |
| Athletinnen             | Wettbewerb              | Zeit / Weite       | Rang               | Zeit / Weite       | Rang       | Zeit / Weite       | Rang   |
| ----------------------- | ----------------------- | ------------------ | ------------------ | ------------------ | ---------- | ------------------ | ------ |
| Maren Boßmeier          | 100 m T11               | 13,75 s            | 2                  | 13,63 s            | 3          | 13,45 s PB         | 6      |
| Katrin Müller-Rottgardt | 100 m T13               | –                  | –                  | 13,13 s PB         | 4          | 12,81 s            | 5      |
| Claudia Nicoleitzik     | 100 m T36               | –                  | –                  | –                  | –          | 15,02 s            |        |
| Isabelle Foerder        | 100 m T37               | –                  | –                  | 14,58 s PB         | 2          | 14,78 s            |        |
| Salome Kretz            | 100 m T42               | –                  | –                  | –                  | –          | Fehlstart          | DQ     |
| Katrin Green            | 100 m T44               | –                  | –                  | 13,96 s PB         | 2          | 14,01 s            |        |
| Astrid Höfte            | 100 m T44               | –                  | –                  | 14,81 s            | 3          | 14,23 s PB         | 6      |
| Laura Darimont          | 100 m T46               | –                  | –                  | –                  | –          | 13,76 s            | 4      |
| Maren Boßmeier          | 200 m T11               | 29,70 s            | 2                  | 29,98 s            | 4          | 29,91 s PB         | 7      |
| Annalena Knors          | 200 m T12               | 28,17 s            | 2                  | nicht qualifiziert | –          | –                  | 9      |
| Katrin Müller-Rottgardt | 200 m T13               | –                  | –                  | 27,14 s PB         | 3          | 27,17 s            | 5      |
| Claudia Nicoleitzik     | 200 m T36               | –                  | –                  | –                  | –          | 32,17 s            |        |
| Isabelle Foerder        | 200 m T37               | –                  | –                  | 30,79 s PB         | 3          | 59,20 s            | 8      |
| Katrin Green            | 200 m T44               | –                  | –                  | –                  | –          | 29,54 s            | 5      |
| Astrid Höfte            | 200 m T44               | –                  | –                  | –                  | –          | 29,25 s            | 4      |
| Laura Darimont          | 200 m T46               | –                  | –                  | 28,58 s PB         | 4          | nicht qualifiziert | 10     |
| Annalena Knors          | 400 m T12               | 1:03,62 min PB     | 3                  | nicht qualifiziert | –          | –                  | 9      |
| Katrin Müller-Rottgardt | 400 m T13               | –                  | –                  | 1:04,32 min PB     | 3          | 1:04,94 min        | 6      |
| Yvonne Sehmisch         | 100 m Rennrollstuhl T54 | –                  | –                  | 17,65 s            | 3          | 17,94 s            | 5      |
| Yvonne Sehmisch         | 200 m Rennrollstuhl T54 | –                  | –                  | 31,37 s            | 2          | 31,33 s            | 5      |
| Yvonne Sehmisch         | 400 m Rennrollstuhl T54 | –                  | –                  | 1:01,08 min        | 2          | 58,01 s PB         | 6      |
| Salome Kretz            | Weitsprung F42          | –                  | –                  | –                  | –          | 3,05 m             | 7      |
| Katrin Green            | Weitsprung F44          | –                  | –                  | –                  | –          | 2,37 m             | 12     |
| Astrid Höfte            | Weitsprung F44          | –                  | –                  | –                  | –          | 4,55 m             |        |
| Sina Christen           | Kugelstoßen F12         | –                  | –                  | –                  | –          | 10,92 m            |        |
| Petra Hömmen            | Kugelstoßen F40         | –                  | –                  | –                  | –          | 6,66 m             | 6      |
| Karen Müller            | Kugelstoßen F40         | –                  | –                  | –                  | –          | 5,47 m             | 8      |
| Michaela Daamen         | Kugelstoßen F42/44      | –                  | –                  | –                  | –          | 12,27 m            |        |
| Marianne Buggenhagen    | Kugelstoßen F55/56/57   | –                  | –                  | –                  | –          | 8,43 m             |        |
| Martina Willing         | Kugelstoßen F55/56/57   | –                  | –                  | –                  | –          | 8,02 m CR          |        |
| Sina Christen           | Diskuswurf F12          | –                  | –                  | –                  | –          | 39,85 m PB         |        |
| Petra Hömmen            | Diskuswurf F40          | –                  | –                  | –                  | –          | 19,23 m PB         | 4      |
| Karen Müller            | Diskuswurf F40          | –                  | –                  | –                  | –          | 18,79 m PB         | 5      |
| Claudia Biene           | Diskuswurf F42/44       | –                  | –                  | –                  | –          | 27,10 m            | 6      |
| Michaela Daamen         | Diskuswurf F42/44       | –                  | –                  | –                  | –          | 36,29 m            |        |
| Marianne Buggenhagen    | Diskuswurf F54/55/56    | –                  | –                  | –                  | –          | 27,39 m            |        |
| Martina Willing         | Diskuswurf F54/55/56    | –                  | –                  | –                  | –          | 23,56 m CR         | 4      |
| Claudia Biene           | Speerwurf F42/44/46     | –                  | –                  | –                  | –          | 28,66 m PB         | 4      |
| Andrea Hegen            | Speerwurf F42/44/46     | –                  | –                  | –                  | –          | 36,49 m CR         | 4      |
| Marianne Buggenhagen    | Speerwurf F54/55/56     | –                  | –                  | –                  | –          | 17,83 m PB         |        |
| Martina Willing         | Speerwurf F54/55/56     | –                  | –                  | –                  | –          | 22,28 m            |        |

### Männer
| Athleten                                                                   | Wettbewerb                 | Vorlauf / Vorkampf | Vorlauf / Vorkampf | Halbfinale         | Halbfinale | Finale             | Finale |
| Athleten                                                                   | Wettbewerb                 | Zeit / Weite       | Rang               | Zeit / Weite       | Rang       | Zeit / Weite       | Rang   |
| -------------------------------------------------------------------------- | -------------------------- | ------------------ | ------------------ | ------------------ | ---------- | ------------------ | ------ |
| Matthias Schmidt                                                           | 100 m T11                  | 12,35 s            | 3                  | –                  | –          | nicht qualifiziert | 17     |
| Matthias Schröder                                                          | 100 m T13                  | –                  | –                  | 11,09 s            | 2          | 11,05 s            |        |
| Rene Schramm                                                               | 100 m T37                  | 12,53 s PB         | 3                  | –                  | –          | 12,61 s            | 7      |
| Wojtek Czyz                                                                | 100 m T42                  | –                  | –                  | –                  | –          | 12,79 s CR         |        |
| Heinrich Popow                                                             | 100 m T42                  | –                  | –                  | –                  | –          | 13,80 s            | 4      |
| Matthias Schmidt                                                           | 200 m T11                  | 25,58 s            | 2                  | –                  | –          | nicht qualifiziert | 16     |
| Matthias Schröder                                                          | 200 m T13                  | –                  | –                  | 22,77 s PB         | 1          | 22,25 s PB         |        |
| Rene Schramm                                                               | 200 m T37                  | –                  | –                  | 25,51 s            | 5          | 25,84 s            | 7      |
| Wojtek Czyz                                                                | 200 m T42                  | –                  | –                  | –                  | –          | 25,90 s CR         |        |
| Heinrich Popow                                                             | 200 m T42                  | –                  | –                  | –                  | –          | 28,67 s            | 4      |
| Max Bergmann                                                               | 800 m T13                  | –                  | –                  | –                  | –          | 1:58,96 min PB     | 7      |
| Max Bergmann                                                               | 1500 m T13                 | –                  | –                  | –                  | –          | 4:10,86 min        |        |
| Sebastian Cleem                                                            | 100 m Rennrollstuhl T54    | 15,12 s            | 2                  | 15,65 s            | 6          | nicht qualifiziert | 13     |
| Sebastian Cleem                                                            | 200 m Rennrollstuhl T54    | 27,17 s            | 6                  | nicht qualifiziert | –          | –                  | 18     |
| Alhassane Baldé                                                            | 400 m Rennrollstuhl T54    | 54,02 s            | 3                  | 51,99 s            | 4          | 51,00 s            | 6      |
| Sebastian Cleem                                                            | 400 m Rennrollstuhl T54    | 1:10,30 min        | 8                  | nicht qualifiziert | –          | –                  | 30     |
| Robert Figl                                                                | 400 m Rennrollstuhl T54    | 53,14 s            | 5                  | 53,32 s            | 3          | 50,80 s            | 5      |
| Alhassane Baldé                                                            | 800 m Rennrollstuhl T54    | 1:45,13 min        | 3                  | 1:46,35 min        | 3          | 1:40,24 min PB     | 7      |
| Robert Figl                                                                | 800 m Rennrollstuhl T54    | 1:48,48 min        | 2                  | 1:49,39 min        | 8          | nicht qualifiziert | 16     |
| Ralph Brunner                                                              | 800 m Rennrollstuhl T54    | DNF                | –                  | –                  | –          | –                  | –      |
| Alhassane Baldé                                                            | 1500 m Rennrollstuhl T54   | 3:21,71 min        | 6                  | 3:30,62 min        | 3          | nicht qualifiziert | 19     |
| Ralph Brunner                                                              | 1500 m Rennrollstuhl T54   | 3:20,02 min        | 3                  | 3:12,06 min        | 6          | nicht qualifiziert | 10     |
| Robert Figl                                                                | 1500 m Rennrollstuhl T54   | 3:25,71 min        | 3                  | 3:12,70 min        | 3          | nicht qualifiziert | 12     |
| Ralph Brunner                                                              | 5000 m Rennrollstuhl T54   | 11:28,48 min PB    | 5                  | DNF                | [ 2 ]      | 11:22,63 min PB    | 7      |
| Robert Figl                                                                | 5000 m Rennrollstuhl T54   | 11:35,84 min       | 3                  | 10:53,34 min       | 8          | nicht qualifiziert | 11     |
| Ralph Brunner                                                              | 10.000 m Rennrollstuhl T54 | –                  | –                  | 23:11,62 min       | 5          | 23:08,06 min       | 5      |
| Robert Figl                                                                | 10.000 m Rennrollstuhl T54 | –                  | –                  | 24:47,63 min       | 4          | 23:08,06 min       | 8      |
| Ralph Brunner                                                              | Marathon Rennrollstuhl T54 | –                  | –                  | –                  | –          | 1:41:43 h          | 30     |
| Robert Figl                                                                | Marathon Rennrollstuhl T54 | –                  | –                  | –                  | –          | DNF                | –      |
| Thomas Ulbricht, Matthias Schröder, Jörg Trippen-Hilgers, Matthias Schmidt | 4 × 100 m T11-13           | –                  | –                  | 44,57 s            | 1          | 44,47 s            |        |
| Heinrich Popow                                                             | Hochsprung F42             | –                  | –                  | –                  | –          | 1,65 m             | 4      |
| Reinhold Bötzel                                                            | Hochsprung F44/46          | –                  | –                  | –                  | –          | 1,83 m             | 6      |
| Thomas Ulbricht                                                            | Weitsprung F12             | –                  | –                  | –                  | –          | 6,24 m             | 11     |
| Matthias Schröder                                                          | Weitsprung F13             | –                  | –                  | –                  | –          | 6,74 m             |        |
| Wojtek Czyz                                                                | Weitsprung F42             | –                  | –                  | –                  | –          | 5,98 m CR          |        |
| Heinrich Popow                                                             | Weitsprung F42             | –                  | –                  | –                  | –          | 5,07 m PB          |        |
| Sebastian Dietz                                                            | Kugelstoßen F35            | –                  | –                  | –                  | –          | 12,21 m            | 4      |
| Thomas Loosch                                                              | Kugelstoßen F38            | –                  | –                  | –                  | –          | 14,37 m            |        |
| Lutz Langer                                                                | Kugelstoßen F40            | –                  | –                  | –                  | –          | 9,61 m PB          |        |
| Mathias Mester                                                             | Kugelstoßen F40            | –                  | –                  | –                  | –          | 9,49 m             | 4      |
| Jörg Frischmann                                                            | Kugelstoßen F44            | –                  | –                  | –                  | –          | 14,61 m            |        |
| Rico Glagla                                                                | Kugelstoßen F52            | –                  | –                  | –                  | –          | 8,02 m             | 4      |
| Hans-Ulrich Prill                                                          | Kugelstoßen F52            | –                  | –                  | –                  | –          | 7,79 m             | 5      |
| Ulrich Iser                                                                | Kugelstoßen F55            | –                  | –                  | –                  | –          | 10,93 m            |        |
| Jörg Trippen-Hilgers                                                       | Diskuswurf F12             | –                  | –                  | –                  | –          | 34,80 m            | 8      |
| Sebastian Dietz                                                            | Diskuswurf F35             | –                  | –                  | –                  | –          | 37,28 m PB         | 6      |
| Thomas Loosch                                                              | Diskuswurf F38             | –                  | –                  | –                  | –          | 39,90 m            |        |
| Rico Glagla                                                                | Diskuswurf F52             | –                  | –                  | –                  | –          | 15,07 m            | 4      |
| Ulrich Iser                                                                | Diskuswurf F52             | –                  | –                  | –                  | –          | 27,96 m            | 8      |
| Siegemund Hegeholz                                                         | Speerwurf F11              | –                  | –                  | –                  | –          | 45,30 m PB         |        |
| Lutz Langer                                                                | Speerwurf F40              | –                  | –                  | –                  | –          | 22,54 m            | 5      |
| Mathias Mester                                                             | Speerwurf F40              | –                  | –                  | –                  | –          | 34,00 m CR         |        |
| Rico Glagla                                                                | Speerwurf F52              | –                  | –                  | –                  | –          | 15,59 m PB         | 4      |
| Hans-Ulrich Prill                                                          | Speerwurf F52              | –                  | –                  | –                  | –          | 14,28 m            | 6      |
| Jörg Trippen-Hilgers                                                       | Fünfkampf P12              | –                  | –                  | –                  | –          | 2827 Punkte        | 6      |
| Thomas Ulbricht                                                            | Fünfkampf P12              | –                  | –                  | –                  | –          | 3023 Punkte        |        |